# Eugène Déjazet
Pour les articles homonymes, voir Déjazet.
Eugène Déjazet, né le 9 février 1819 à Lyon et mort le 19 février 1880 à Paris 19e, est un compositeur français et un directeur de théâtre français. Il est le fils de l'actrice Virginie Déjazet qui donna son nom au théâtre Déjazet à Paris.

## Biographie

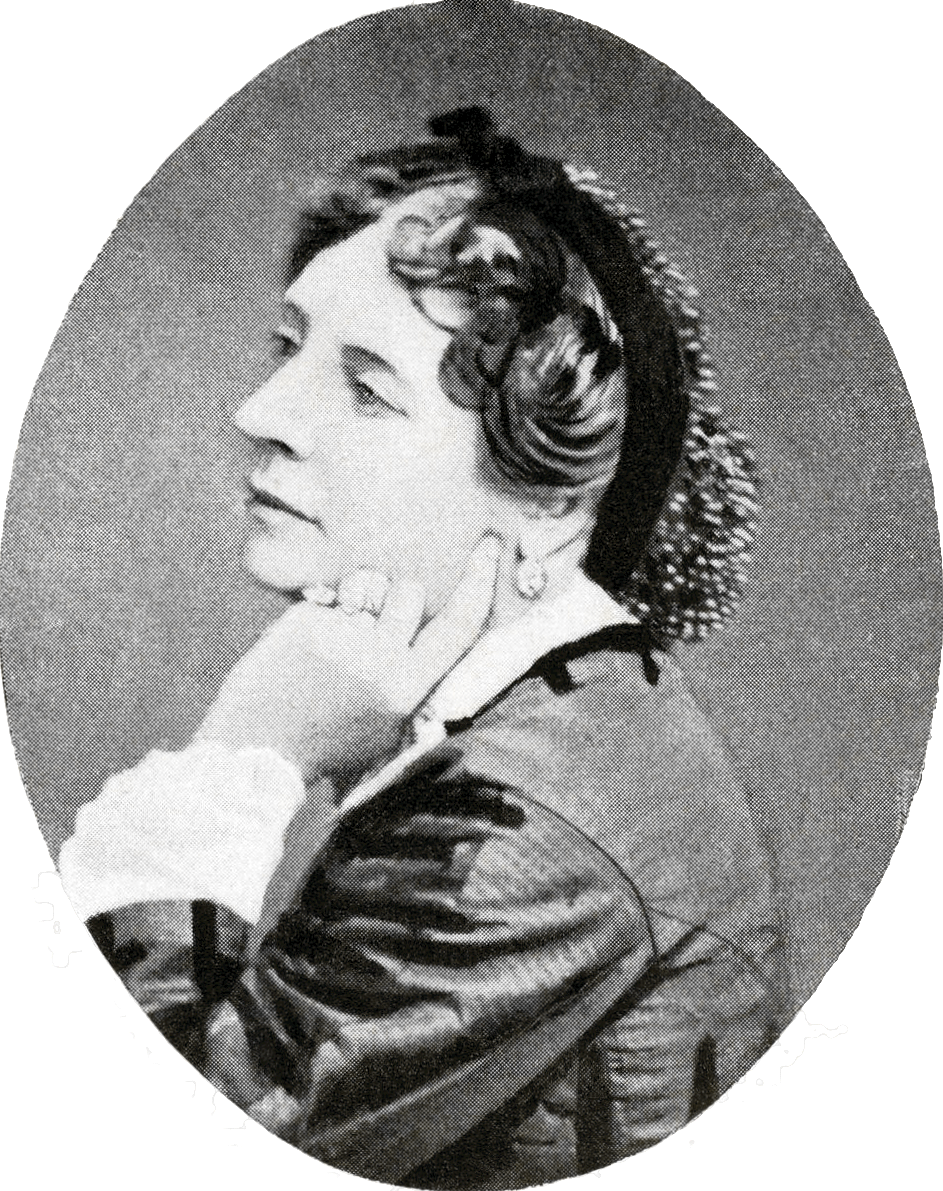
Virginie Déjazet, mère d'Eugène Déjazet

Né en 1819, Joseph-Eugène Déjazet est le fils de l'actrice Virginie Déjazet dont il porte le nom et d'un père inconnu. Il a également deux demi-sœurs dont l'une prénommée Hermine fut connue comme chanteuse. Il fut marié avec l'artiste dramatique Claire Victorine Thévenin.
Il dirigea durant deux années le théâtre du Vaudeville à Bruxelles, puis il fut nommé, en 1859, directeur des Folies nouvelles, scène de spectacles située dans l’actuel 3e arrondissement de Paris et qui fut ensuite transformé en théâtre Déjazet en référence à sa mère, propriétaire du lieu.
Il est mort à Paris en 1880, à l'âge de 61 ans.

## Œuvres
Eugène Déjazet composa une vingtaine d'opéras et d'opérettes, une grande partie de ses compositions étant interprétées par sa mère. dont notamment :
- Le Flambard : piano, Paris (présentation en ligne)Site data.bnf, fiche Le Flambard
- La Constantine : piano, Paris, 1839 (présentation en ligne)Site data.bnf, fiche La Constantine
- Polketta : piano, Paris, 1844 (présentation en ligne)Site data.bnf, fiche Polketta
- Carlo et Carlin : Composition musicale et chansons pour une pièce de Dumanoir et Mélesville Livret du chant Carlo, Paris, 1844 (présentation en ligne)
- Gentil-Bernard : Composition musicale pour une pièce de Dumanoir et Clairville, Paris, 1846 (présentation en ligne)Site memoire.celestins-lyon.org, affiche de la pièce Gentil-Bernard
- La Gardeuse de dindons : Composition musicale et chansons pour une pièce de Dartois et Biéville, Paris, 1845 (lire en ligne)La gardeuse de dindons (livret)
- Franchette : opéra comique en un acte, présenté au théâtre Déjazet le 4 février 1860. Paroles et musique, Paris (lire en ligne)Franchette (livret)